# Alexander II van Macedonië
Alexander II (Aleksander II) (Grieks: Αλέξανδρος Β΄), was koning van Macedonië van 370 tot 368 v.Chr., uit het huis der Argeaden. Hij was de oudste zoon van koning Amyntas III van Macedonië en diens tweede vrouw Eurydice, en een broer van Philippus II van Macedonië en Perdiccas III van Macedonië.
Toen zijn vader in 370 v. Chr. stierf, was Alexander II nog minderjarig en daarom werd Ptolemaeus tot zijn regent gekozen. Maar Alexander II en Ptolemaeus kregen echter al gauw onenigheid. Alexander II wilde namelijk geen gewillige pion zijn van Ptolemaeus. Dit leidde in 369 tot een burgeroorlog. De Thebaanse generaal Pelopidas regelde een verzoening tussen Ptolemaeus en Alexander II en nam ook nog 30 zonen van belangrijke personen, plus Alexanders broer Philippus in gijzeling, om er zeker van te zijn dat zij zich beiden aan de regeling zouden houden. Ptolemaeus liet Alexander II echter alsnog vermoorden en besteeg daarna zelf de troon als Ptolemaeus I.

## Referentie
- art. Alexander II, in F. Lübker - trad. ed. J.D. Van Hoëvell, Classisch Woordenboek van Kunsten en Wetenschappen, Rotterdam, 1857, p. 45.